# ذبابة الأيل
ذُبابَةُ الأَيِّل (الاسم العلمي: Chrysops) هي عبارة عن حشرات ماصة للدماء تعتبر آفة للبشر والماشية. إنها ذبابة كبيرة القد بأعين كبيرة مركبة. ذات ألوان زاهية وأجنحة كبيرة واضحة ذات أشرطة داكنة. هي أكبر من ذبابة المنزل وأصغر من ذبابة الخيل.
تضم 250 نوعًا مُنتشرة في جميع أنحاء العالم، على الرغم من أنها لم يُسجل لها وجود في أيسلندا وغرينلاند وهاواي.
تضع ذبابة الأيل ما بين 100 إلى 800 بيضة على دفعات على الغطاء النباتي بالقرب من الماء أو في الأماكن الرطبة. خلال مرحلة اليرقات، التي تستمر من سنة إلى ثلاث سنوات، تتغذى على كائنات صغيرة أو المتعفنة في المواد العضوية بالقرب من الماء أو في الماء.